# Bruce Payne
Bruce Martyn Payne (Woking, 30 de novembro de 1957) é um ator e produtor inglês radicado nos Estados Unidos.